# Fabio Sargentini
Fabio Sargentini (Roma, 26 agosto 1939) è un performance artist, regista, scrittore e gallerista italiano.
È conosciuto come gallerista d'avanguardia e direttore della storica Galleria L'Attico di Roma. Nella sua carriera di gallerista ha lanciato molti artisti tra cui Pino Pascali, Jannis Kounellis, Luigi Ontani, Piero Pizzi Cannella, Nunzio Di Stefano, Sergio Ragalzi, Giancarlo Limoni, Claudio Palmieri, Enrico Luzzi, Marco Tirelli, Claudio de Paolis e si è adoperato per superare lo steccato tra le arti: dalla sua galleria sono infatti passati non solo la pittura e la scultura contemporanea, ma il teatro, la musica e la danza. Fabio Sargentini ha sempre accompagnato la sua attività di gallerista d'avanguardia a quella teatrale e letteraria. Ha promosso diversi festival di danza e musica e dal 1979 ha messo in scena diverse opere teatrali. Sul versante letterario ha inoltre pubblicato diversi volumi.

## Biografia

### L'infanzia e la prima galleria
Fabio Sargentini nasce a Roma il 26 agosto del 1939. Nel novembre 1957, al fianco del padre Bruno, fonda a Roma la Galleria l'Attico, che inaugurata con una mostra collettiva il 25 novembre. Nella prima sede in Piazza di Spagna, esposero principalmente artisti ormai affermati come Vasco Bendini, Jean Fautrier, Lucio Fontana, Giuseppe Capogrossi, Roberto Matta, René Magritte, Victor Brauner. Nel 1966 l'Attico ospita le personali di Pino Pascali e Umberto Bignardi. Nel 1967, le mostre di Pino Pascali e Jannis Kounellis gettarono le basi di quello che diventerà più tardi L'Arte Povera
Nel 1967 si tiene la Collettiva all'Attico "Fuoco, Immagine, Acqua, Terra", Roma. Testi di Alberto Boatto e Maurizio Calvesi. Espongono Bignardi, Ceroli, Gilardi, Kounellis, Pascali, Pistoletto.
In questa mostra Kounellis presentò "Margherita di fuoco", fiore in metallo. Dal suo cuore usciva una fiamma aguzza alimentata da un cannello a gas che faceva da gambo. 
Il catalogo comprende due opere di Pascali: "1 metro cubo di terra, 2 metri cubi di terra" e "9 metri quadri di pozzanghere". È proprio con riferimento all'uso dei mitici elementi naturali base delle alchimie classiche e rinascimentali che Calvesi sottolinea "il clima di eccitata tensione che accompagnò questa memorabile mostra, l'euforica sensazione di una svolta antropologica e radicale nel modo di fare arte". 
Bignardi proponeva "Rotor vision", doppio cilindro con apparato elettrico ruotante che consentiva di alternare lungo la sua circonferenza luminosa il film "Motion vision"e diapositive: volendo, il quinto elemento di aristotelica memoria, la luce.

### Gli anni '70
Nel 1968, la precoce morte di Pino Pascali per un incidente automobilistico, gettò Sargentini, suo amico fraterno, in un profondo stato di sconforto, fino alla chiusura della galleria di Piazza di Spagna, per riaprirla il 14 gennaio 1969 in una sede nuova in Via Beccaria. Nei mesi precedenti infatti, l'incontro con la performer italoamericana Simone Forti ed i suoi racconti dell'esperienza newyorkese, in cui "musicisti, danzatori, scultori, pittori collaboravano fra loro (...) cercavano spazi diversi nell'ottica della commistione delle arti, una chiesa sconsacrata, il greto di un fiume, il roof di un grattacielo...", aprirono a Sergentini nuove potenzialità, portandolo ben presto a viaggiare fra Roma e New York, nel tentativo di formare un ponte fra la capitale e la grande mela. Vengono così presentati nel 1969, presso L'Attico di Via Beccaria, i due compositori del minimalismo americano Terry Riley e La Monte Young. Negli anni successivi, Sergentini collaborò con Simone Carella del Beat '72 alla creazione di festival di musica e di danza, portando in questi luoghi Philip Glass, Steve Reich, Charlemagne Palestine, Joan La Barbara e di nuovo La Monte Young, che presenta in anteprima assoluta The Well Tuned Piano, le danzatrici e performer Trisha Brown, Simone Forti e le proiezioni dei videoartisti Gerry Schum e Marisa Merz.
L'esordio artistico romano fondamentale di Gino De Dominicis, che avviene con il Gruppo Laboratorio 70 di Via Brunetti, ampiamente documentato nel cortometraggio Esperienze del 1968-69, dove il Gruppo Laboratorio 70 di Via Brunetti fa un importante performance in Piazza del Popolo a Roma, che vede De Dominicis su un trattore, Marcello Grottesi con una corazza e pattini a rotelle, e Paolo Matteucci su un Velocipide a vapore. In un seguito Sargentini chiese al Gruppo di Via Brunetti di entrare nella sua Galleria, ma soltanto De Dominicis accettò, ed espose la sua prima personale il 5 novembre del 1970 presso L'Attico.
Le sue pièce teatrali Peter Pan e Ballerina segnano, nel 1979, l'avvento in Italia del teatro concettuale.

### Gli anni 2000
Sargentini nel 2003 è tornato alla regia teatrale insieme a Elsa Agalbato con Il sogno di Orfeo. Nel 2007, insieme, allestiscono un piccolo teatro all'interno della galleria di via del Paradiso nel quale ogni anno mettono in scena spettacoli teatrali sperimentali. Nel 2008 Fabio Sargentini e Elsa Agalbato si uniscono in matrimonio.
Negli ultimi anni la sua attenzione si rivolge ai giovani pittori e scultori: Matteo Montani, Luca Padroni, Giuseppe Capitano e Paolo Picozza, Luigi Puxeddu.

## Vita privata
Dal 2000 Fabio Sargentini collabora con l'attrice e regista teatrale Elsa Agalbato alla realizzazione di spettacoli ed eventi della Galleria L'Attico di via del Paradiso. Sono sposati dal 2008.

## Mostre
Tra le mostre all'Attico ha curato:
- 2003: Pagine nere[5] (opere di: Aurelio Bulzatti, Marco Colazzo, Paolo Del Giudice, Mauro Di Silvestre, Stefano Di Stasio, Mojmir Jezec, Felice Levini, H.H. Lim, Gianmarco Montesano, Bernardo Siciliano)
- 2006: D'Ailleurs, c'est toujours les autres qui meurent,[6] Pittori al muro.
- 2007: Anni lunari.
- 2008: Spore Atomi Stelle (opere di: Alberto Di Fabio, Mark Francis, Matteo Montani)
- 2009: Hard Art[7] (opere di: Paola Gandolfi, Sergio Ragalzi, Francesco Clemente, Luigi Ontani, Ben Vautier, Marco Colazzo, Hans Bellmer, Mojmir Jesek)
- 2012: Montaggio delle attrazioni (opere di: Paolo Del Giudice, Stefano Di Stasio, Jannis Kounellis, Nam June Paik, Luigi Ontani, Pizzi Cannella, Luigi Puxeddu)
- 2013: Pino Pascali. Cinque bachi da setola e un bozzolo
- 2014: Galleria del vento (opere di: Pizzi Cannella)
- 2015: Hic sunt leones (opere di: Leoncillo, Alberto Burri, Jean Fautrier, Lucio Fontana, Giorgio Morandi)
- 2016: Racconto rosso (opere di: Matteo Montani)

## Musica e Danza
Come ideatore e organizzatore di festival di danza e musica ha curato: Danza Volo Musica Dinamite, 1969; Festival di musica e danza, 1972; Tantra Yoga Raga, 1973; Festival of East-West Music - Concerti di musica orientale e occidentale, 1974; India America, 1977; Relax 1977; 4 Pianoforti, 1999, Sitar Guitar 2000.

## Opere letterarie
L'amico della luna (De Luca Editore) 1984; Deserto di rose (Edizioni L'Attico) 1986; Foglie volate (Edizioni De Luca) 1987; Diario per modo di dire (Scheiwiller) 1995; Il balcone di Trilussa (Roma) 1999; Il pescatore di perle (Edizioni della Cometa) 2002; Diarietto teatrale (Edizioni della Cometa)2005; Il mio doppio fuma l'oppio (Edizioni L'Obliquo) 2008; Perle coltivate (Edizioni L'Obliquo) 2011; Quirite malinconico (Edizioni L'Obliquo) 2015. Le sue poesie sono apparse sulla rivista Nuovi Argomenti.

## Teatro
Peter Pan e Ballerina 1979 (Teatro Beat 72). Dal 2003 con sua moglie Elsa Agalbato, attrice e regista, firma le regie di: Il sogno di Orfeo 2003, (Sala 1); Lui? e Ragazzaccio! 2004 (Teatro Due); Bois ton sang, Beaumanoire 2005 (Teatro Due); Happy Journey 2005 (Ass.Culturale Senzatitolo); Viva Villa! Lettura integrale dell'Odissea tradotta da Emilio Villa 2005  (Emons Audiolibri) Doppio Shakespeare. Otto personaggi per sedici interpreti 2007; Obliquo Pirandello 2010; Edipo, la Sfinge, lo Spettro 2011; L' Eneide. Lettura integrale 2011 (Emons audiolibri); Amlieto 2012; Spalle al pubblico 2013; Munch & Schiele 2014; Vola via con me, Desdemona! 2015; Ti regalo un anello 2016.